# Sbarramento di Saltusio
Lo sbarramento Saltusio (in tedesco Sperre Saltaus) è uno sbarramento che fa parte del XIII settore di copertura Venosta, nel Vallo alpino in Alto Adige. Lo sbarramento si trova presso Saltusio, nel territorio comunale San Martino in Passiria, in Val Passiria, una laterale della Valle dell'Adige in Alto Adige.

## Storia
Questo sbarramento difensivo appartenente al III sistema difensivo, costituiva un ultimo baluardo sulla città di Merano. Un primo progetto di tale sbarramento fu presentato dal 4º Corpo d'Armata Alpino di Bolzano e costituiva in 5 opere di tipo 7000, ovvero resistenti ai medio calibri, e con un armamento totale previsto di 8 mitragliatrici e 3 pezzi anticarro.
In questo primo progetto si prevedeva anche la costruzione di un fossato anticarro nel fondo valle, edificato in modo tale da sbarrare la valle dalla strada statale 44 del Passo di Giovo all'opera 1.
Nel dicembre 1939 il Comando di Corpo di Stato Maggiore (C.C.S.M.) considerò l'ipotesi di estendere lo sbarramento sulle ali ma anche in profondità, in modo da formare 2/3 ordini di opere difensive. L'anno seguente vi fu una revisione del progetto precedente, adattandolo alla nuova circolare 15000, e alle varianti previste dalla commissione difesa "Palma" nel marzo 1940. Fu così che le opere previste divennero 8, e a causa della nuova circolare resistenti anche ai grossi calibri, sempre disposte a cavaliere del Passirio.
L'arrivo della seconda guerra mondiale fece sì che solo la parte muraria di tale sbarramento fu completata; mentre allestimenti e armamenti non furono mai approntati. Anche la costruzione del fossato anticarro fu sospesa.
Dopo la riattivazione in ambito NATO, allo sbarramento composto di 4 opere, è stato dato il nome in codice Ulisse. Lo sbarramento aveva assegnati: 6 ufficiali, 12 sottufficiali e 151 soldati di truppa, per un totale di 169 uomini.

## Tabella delle opere dello sbarramento
|         | Tipo           | Fuc. MTR | MTR | Cann A.C. | Postazione mortai | Osserv. |
| ------- | -------------- | -------- | --- | --------- | ----------------- | ------- |
| Opera 1 | Grande RCC/CLS | -        | 3   | 2         | -                 | -       |
| Opera 2 | Media RCC/CLS  | 1        | 3   | -         | -                 | -       |
| Opera 3 | Media RCC/CLS  | -        | 3   | -         | -                 | 1/t     |
| Opera 4 | Media CLS      | 1        | 2   | -         | 2                 | -       |
| Opera 5 | Media RCC/CLS  | -        | 3   | -         | -                 | -       |
| Opera 6 | Media RCC/CLS  | -        | 3   | -         | -                 | -       |
| Opera 7 | Grande CLS     | -        | 4   | -         | 2                 | 1/t     |
| Opera 8 | Media CLS      | -        | 2   | -         | -                 | -       |
| Totale  | 8              | 2        | 23  | 2         | 4                 | 2       |

- CLS = calcestruzzo
- RCC = roccia

## Descrizione delle opere dello sbarramento

### Opera 2
- Come raggiungere l'opera:

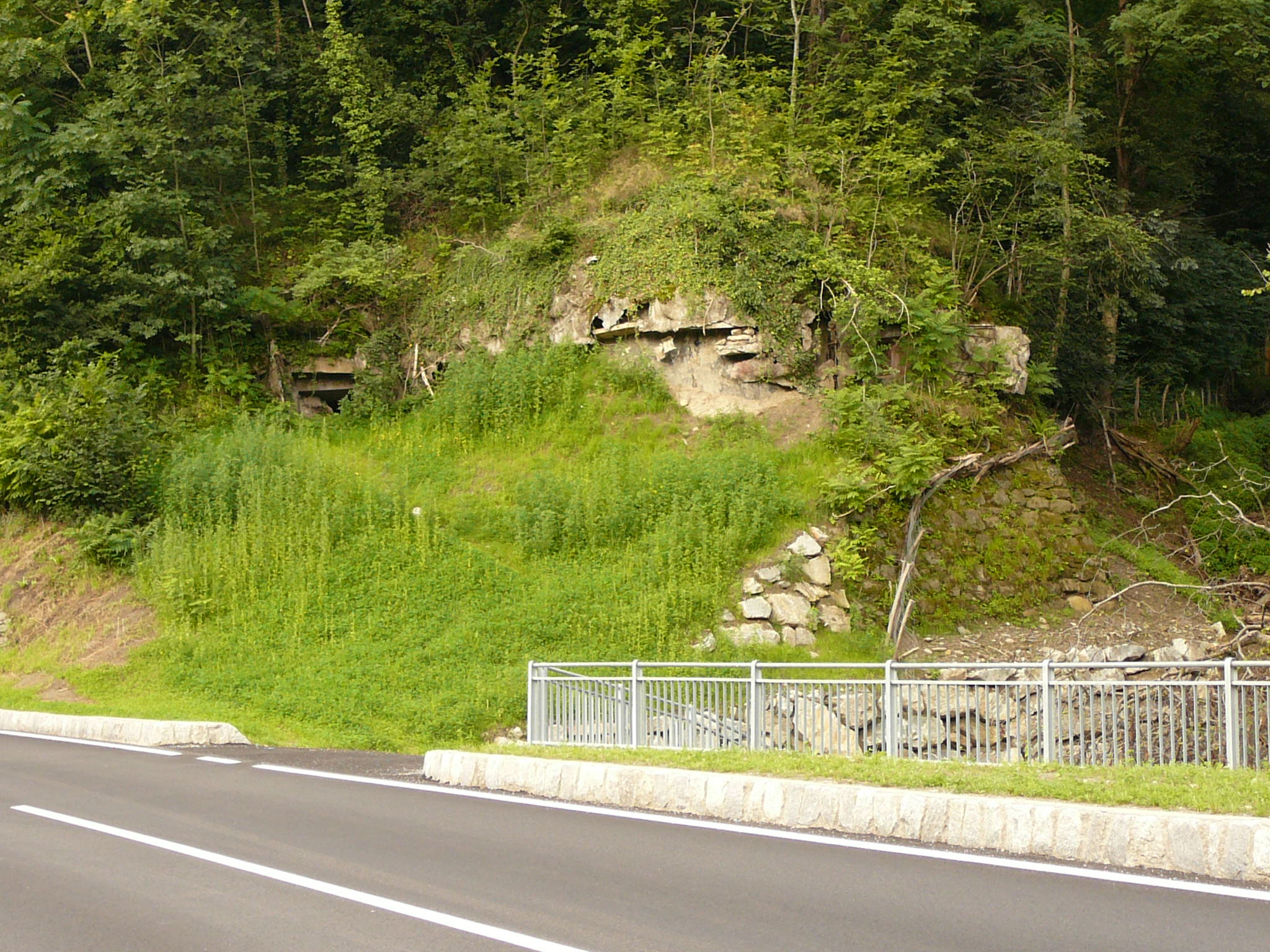
Vista dell'opera 2

L'opera si trova lungo la strada statale 44, appena usciti dal paese di Saltusio (Saltaus) e dirigendosi verso San Martino in Passiria. L'opera diventa subito visibile sulla sinistra della carreggiata, giusto prima di un ruscello d'acqua.
- Caratteristiche:

L'opera di media grandezza è stata realizzata in roccia e calcestruzzo. Dal 2009, collegata da un lungo corridoio all'opera 2, le due opere formano un'unica struttura adibita a museo ad opera dell'artista Matthias Schönweger. Per tale motivo, una piastra a minimo spessore frontale, la P2, è stata rimossa dalla sua posizione originale. Ad oggi è esposta presso il bunker-museo a Moso in Passiria.
- Nome in codice (in ambito NATO): "Napoli"
- Armamento previsto:

Inizialmente previsto: 1 fucile mitragliatore e 3 mitragliatrici
- Ingressi:

Dato non disponibile
- Dati relativi ad gennaio 2013
- Coordinate geografiche: 46°43′50.41″N 11°11′59.39″E

### Opera 3
- Come raggiungere l'opera:

L'opera si trova lungo la strada statale 44, all'interno del paese, giusto dietro alla nuova struttura in legno che comprende la sede dei pompieri e una nuova chiesa.
- Caratteristiche:

L'opera di media grandezza è stata realizzata in roccia e calcestruzzo. Originariamente presentava due ingressi sui due livelli presenti, i quali sono tra di loro collegati tramite una scala elicoidale costruita in calcestruzzo. Infine per giungere alla torretta-osservatorio, dotata di 4 feritoie, si prosegue lungo una scala alla "marinara". Dal 2009, collegata da un lungo corridoio all'opera 2, le due opere formano un'unica struttura adibita a museo ad opera dell'artista Matthias Schönweger. Esso contiene oggetti di vario tipo, difficilmente riconducibili alla struttura originaria dell'opera difensiva.
- Nome in codice (in ambito NATO): "Caggi"
- Armamento previsto:

Inizialmente previsto: 3 mitragliatrici e 1 torretta
- Ingressi:

Dato non disponibile
- Dati relativi ad gennaio 2013
- Coordinate geografiche: 46°43′48.41″N 11°12′00.3″E